# Алтимир
 Тази статия е за селото.  За ледника в Антарктика вижте Алтимир (ледник).  За средновековния деспот вижте Алдимир.
Алтѝмир е село в Северозападна България, област Враца, община Бяла Слатина.

## География
Селото е разположено в плодородната Дунавска равнина, по левия бряг на река Скът. Село Алтимир е разположено в плодородната Дунавска равнина. На 40 км е от Козлодуй, на 14 км от общинския център Бяла Слатина.

## История
Най-ранните обитатели в околностите на селото са първобитни хора. Те се заселват там в началото на Новокаменната епоха, като образуват селище в м. Бреста, на 1 км северозападно от днешното село Алтимир. Представлява естествено укрепена височинка сред равнината, оградена на изток и юг с блато.
Разкриване на останките от това селище става през 1924 г. при изкопи за трасето на железопътна линия Оряхово – Червен бряг. Намерени са артефакти от кремък, кости от животни, глина. През 1951 г., при изкопите за новата жп. линия Враца – Оряхово, са намерени още няколко каменни брадвички и чукове, парчета от глинени съдове и кремъчни стъргала. След римската инвазия то става собственост на Римската империя. За това свидетелстват разкритите основи в м. Обръшина на римска вила рустика.
В края на 18 век селото е опожарено и опустошено от кърджалиите. Жителите му се разбягват в горите из околността, във Влашко. След време стари родове, като Влъчковци, Горановци, Динковци, Кожуарците, Оджовци, Пенелците / Гаевци, Драгиевци, Моновци и Йорговци/, Нюшаковци, Проданчовци, Пълчовци и Резаците се връщат и възобновяват селото, но малко на изток от старото селище.
Вероятно в края на седми век е образувано Алтимир с днешното си име. Името и производните му е лично име на прабългарски или куманско-печенежки големец или владетел и на тюркските езици означава: Ал – ръка, и темир, домир, демир, тимур – желязо.
В Алтимир са родени: Йото Мильов Стефанов – Фандъшки и Герго Миков Нюшаковски – Комитата, участници в националноосвободителната борба.
Йото Мильов е участник в Ботевата чета. Загива при Стара Загора в защита на Самарското знаме на 31 юли 1877 г. Герго Миков Комитата се присъединява към четата на Панайот Хитов и Филип Тотю през 1876 г. По-късно участва като опълченец в Руско-турската освободителна война. Ранен е в боевете при връх Шипка, но остава жив.
В землището на Алтимир на северозапад, на височината Прапора, в м. Стоянов гроб е лобното място на Ботевия четник Стоян Димов Стоянов, роден в с. Казанка, Старозагорско, през 1842 г. Той загива в бой с турците на 18 май /стар стил/ 1876 г.
При избухването на Балканската война в 1912 година 3 души от селото са доброволци в Македоно-одринското опълчение.
В 1895 година е завършена църквата „Света Параскева“. Зографията в нея е дело на дебърския майстор Велко Илиев.

## Население
Преброяване на населението през 2011 г.
Численост и дял на етническите групи според преброяването на населението през 2011 г.:
|                     | Численост | Дял (в %) |
| Общо                | 1179      | 100.00    |
| Българи             | 936       | 79.38     |
| Турци               | 0         | 0.00      |
| Цигани              | 162       | 13.74     |
| Други               | 6         | 0.50      |
| Не се самоопределят | 0         | 0.00      |
| Неотговорили        | 73        | 6.19      |

## Личности
Родени в Алтимир
- Богдан Николов (1926 – 1997), археолог
- Йордан Милев (1933 – 2019), писател и поет
- Цвятко Николов (1929 – 1970), актьор
- Хинко Георгиев (1940 – 2013), поет

## Други
Ледник Алтимир на остров Анвер в Антарктика е наименуван в чест на село Алтимир.